# Tiwaka
La Tiwaka est un fleuve côtier français du nord-est de la Nouvelle-Calédonie, dans la province Nord, entre les communes de Touho et Poindimié.

## Géographie
Il est traversé à son embouchure par la route RPN3 ou Route territoriale 3.

### Organisme gestionnaire
L'organisme gestionnaire est la DAVAR ou Direction des Affaires Vétérinaires, Alimentaires et Rurales, par son service de l'eau créée en 2012, avec deux poles le PPRE pôle de protection de la ressource en eau et le PMERE pôle mesures et études de la ressource en eau,.

## Hydrologie
Son régime hydrologique est dit pluvial tropical.

## Aménagements et écologie
Le massif de Tchingou a été prospecté seulement en deux endroits.